# Apolonov tempelj, Sirakuze
Apolonov tempelj (grško Ἀπολλώνιον, Apollonion) je eden najpomembnejših grških spomenikov na otoku Ortigia, pred Pancalijevim trgom  v Sirakuzah, Sicilija, Italija.

## Zgodovina
Datum začetka sega v 6. stoletje pr. n. št. in je zato najstarejši dorski tempelj na Siciliji in bolj ali manj prvi, ki ustreza modelu templja, obkroženega s peripterjem iz kamnitih stebrov, ki je postal standard v celotnem grškem svetu.
Tempelj je bil večkrat spremenjen: bil je bizantinska cerkev, od katere so ohranjene sprednje stopnice in sledi osrednjih vrat, nato pa tudi islamska mošeja v obdobju emirata Sicilija. Kasneje je bil obnovljen v prvotni namen in postal normanska cerkev Odrešenika, ki je bila nato v 16. stoletju del španske kasarne in nato zasebne hiše, čeprav so nekateri arhitekturni elementi ostali vidni. Na primer leta 1778 je Dominique Vivant Deron opisal tempelj:
... Da bi raziskali ta znameniti tempelj, ki je bil prvič zgrajen v Sirakuzah, je zdaj treba vstopiti v hišo zasebnika, imenovanega Daniel, plačati je treba en funt, v kateri sta v prostoru med njegovo posteljo in steno dva kapitela na svojih bazah, ki sta nepoškodovana. Stebra sta zakopana do več kot polovice svoje višine in tako blizu drug drugega, da kapitela nista več kot nekaj centimetrov narazen. Pri popravilih in kopanju cisterne je lastnik odkril dva druga dela stebrov, enega v kotu in drugega na zahodni strani ... 
Te zaporedne prenove so resno poškodovale stavbo, ki so jo ponovno odkrili okoli leta 1890 v kasarni in je bila v celoti izkopana, zahvaljujoč učinkovitemu delu Paola Orsija.

## Opis
Stilobat templja meri 55,36 x 21,47 metra s svojimi plitvimi stebri v rastru 6 x 17. Pomeni prehod gradnje templjev na grškem zahodu v lesu in templji, zgrajenimi samo iz kamna, s sprednjim delom v heksastilu in neprekinjeno kolonado okoli oboda, ki obdaja pronaos in naos, razdeljen na tri ladje z dvema notranjima kolonadama vitkejših stebrov, ki so podpirali leseno streho, ki jo je težko rekonstruirati. Na zadnjem delu naosa je bil zaprt prostor, značilen za sicilijske templje, ki se imenuje aditon.
Gradnja stavbe s 40 monolitnimi stebri, verjetno prepeljanih po morju, se je graditeljem zdela neverjetna, kar dokazuje nenavaden napis na zgornji stopnici na vzhodni strani, posvečen Apolonu, v katerem graditelj (ali arhitekt) slavi gradnjo stavbe s poudarkom na pionirski naravi gradnje.
Ostanki dopuščajo rekonstrukcijo prvotnega videza templja, ki pripada protodorskemu obdobju in kaže negotovosti v konstrukciji in slogu, kot so skrajna bližina stebrov ob straneh, sprememba interkolumnija, pomanjkanje skrbi za skladnost triglifov s stebri in arhaični vidik zelo podolgovatega tlorisa. Arhitrav je bil nenavadno visok in osvetljen na hrbtni strani s prečnim prerezom v obliki črke L.
Nekateri vidiki so zelo eksperimentalni, na primer pomen vzhodne fasade z dvojno kolonado, širša ločitev osrednjih stebrov in bolj splošno iskanje poudarka namesto sorazmernega ujemanja. Pionirska stavba je bila odločilen korak pri nastanku peripternega dorskega templja na Siciliji, ki je bil nekakšen lokalni prototip, ki se je razvil v celinski Grčiji z neobičajno višino, ki so jo posnemali samo v Magni Graecii, pa tudi  aditon, kjer je bila verjetno sveta podoba in je bil središče celotne zgradbe.
Terakota z zgradbe je ohranjena v regionalnem arheološkem muzeju Paola Orsija v Siracusi skupaj z drobci žleba in akroterija ter nekaterimi strešnimi ploščicami, verjetno med prvimi na Siciliji.

## Galerija
- Detajl stebrov
- Pogled na tempelj s trga
- Tloris vzhodnega dela
- Območje templja
- Ostanki kolonade
- Stebri
- Dorski kapitel